# بيتر كيلنر
بيتر كيلنر (بالتشيكية: Petr Kellner)‏ هو شخصية أعمال ورائد أعمال تشيكي، ولد في 20 مايو 1964 في تشيسكا ليبا في التشيك.